# Dolina (Szczytna)
Dolina (deutsch: Hermsdorf) ist ein Ort in der  Stadt- und Landgemeinde Szczytna im Powiat Kłodzki der Woiwodschaft Niederschlesien in Polen.

## Geographie
Dolina liegt drei Kilometer westlich von Szczytna an einer parallel zur Europastraße 67 verlaufenden Nebenstraße. Nachbarorte sind Złotno (Goldbach) im Norden, Szczytna (Rückers) und Bystra (Hartau) im Osten, Duszniki-Zdrój (Bad Reinerz) im Südwesten und Słoszów (Roms) im Westen. Nördlich liegt das Heuscheuergebirge.

## Geschichte
Hermsdorf wurde erstmals 1387 erwähnt und damals als „Hermannsdorf“ bzw. tschechisch Heřmankow bezeichnet. Es war zur Pfarrkirche St. Peter und Paul in Reinerz gewidmet und gehörte zur Herrschaft Hummel, mit der es im Jahre 1477 in die Grafschaft Glatz eingegliedert wurde. Zusammen mit der Herrschaft Hummel fiel es 1561 als erledigtes Lehen an den böhmischen Landesherrn, bei dem es auch nach Auflösung der Herrschaft Hummel 1595 verblieb. 1684 verkaufte es die Böhmische Kammer an die Stadt Reinerz.
Nach dem Ersten Schlesischen Krieg 1742 und endgültig mit dem Hubertusburger Frieden 1763 kam Hermsdorf zusammen mit der Grafschaft Glatz an Preußen. Für Anfang des 19. Jahrhunderts sind nachgewiesen: ein Freirichtergut, zwei Dienstbauern sowie vier Gärtner- und Häuslerstellen.
Nach der Neugliederung Preußens gehörte Hermsdorf ab 1815 zur Provinz Schlesien und wurde 1816 dem Landkreis Glatz eingegliedert, mit dem es bis 1945 verbunden blieb. Zusammen mit den Landgemeinden Friedersdorf, Goldbach, Hermsdorf und Roms sowie dem Gutsbezirk Friedersdorf gehörte Hermsdorf ab 1874 zum Amtsbezirk Friedersdorf.
Als Folge des Zweiten Weltkriegs fiel Hermsdorf 1945 mit dem größten Teil Schlesiens an Polen und wurde in Dolina umbenannt. Die deutsche Bevölkerung wurde, soweit sie nicht vorher geflohen war, vertrieben. Die neu angesiedelten Bewohner waren teilweise Zwangsumgesiedelte aus Ostpolen, das an die Sowjetunion gefallen war. 1975–1998 gehörte Dolina zur Woiwodschaft Wałbrzych (Waldenburg).